# Міжнародна асоціація із запобігання самогубствам
Міжнародна асоціація із запобігання самогубствам [МАПС] (англ. International Association for Suicide Prevention, IASP) — міжнародна організація, що ставить своєю головною метою запобігання суїциду по всьому світу.
Засновниками Міжнародної асоціації по запобіганню самогубствам є Ервін Рінгель (англ. Erwin Ringel) та Норман Фарбер (англ. Norman Farberow), знайомі по роду своєї діяльності зі статистичними даними, згідно з якими від  самогубств гине більше людей, ніж через всі війни й насильницькі вбивства разом взяті.Ервін та Норман вирішили, що назріла нагальна потреба привернути увагу влади і світової громадськості до проблеми суїциду, який забирає щорічно сотні тисяч життів, переважно молодих людей і в 1960 році заснували Міжнародну асоціацію із запобігання самогубствам.
Міжнародна асоціація із запобігання самогубствам тісно співпрацює зі Всесвітньою організацією охорони здоров'я й покликана попередити суїцидальну поведінку. Крім цього, організація служить своєрідним форумом для стабілізації психічної кризи у людей, що знаходяться в стані стресу. Співробітники асоціації надають посильну допомогу тим, хто вижив під час спроби суїциду, а також людям, так чи інакше пострадавшими від суїцидальної поведінки. За півстоліття свого існування організація накопичила безцінний досвід в цій області. У даний час Міжнародна асоціація із запобігання самогубствам складається з професіоналів та волонтерів з більш ніж п'ятдесяти країн світу. 
З ініціативи Міжнародної асоціації по запобіганню самогубствам під патронажем ВООЗ з 10 вересня 2003 року відзначається щорічний Всесвітній день запобігання самогубствам.

## Конгреси МАПС
МАПС проводить міжнародні конгреси кожні два роки. Наступне буде в місті Кучінг (Саравак), Малайзія/27-е видання було в Осло, Норвегія, 24-28 вересня 2013 року. "Запобігання суїцидальної поведінки на п'яти континентах - інноваційні методи лікування і втручань" було темою конгресу.
Минулі конгреси:
2014 Буенос-Айрес, Аргентина

2013 Осло, Норвегія

2011 Пекін, Китай (http://www.iaspchina.org/ [Архівовано 27 січня 2019 у Wayback Machine.])

2009 Монтевідео, Уругвай

2007 Кілларні, Ірландія

2005 Дурбан, Південна Африка

2003 Стокгольм, Швеція

2001 Ченнаї, Індія

1999 Афіни, Греція

1997 Аделаїда, Австралія

1995 Венеція, Італія

1993 Монреаль, Канада

1991 Гамбург Німеччина

1989 Брюссель, Бельгія

1987 Сан-Франциско, США

1985 Відень, Австрія

1983 Каракас, Венесуела

1981 Париж, Франція

1979 Оттава, Канада

1977 Гельсінкі, Фінляндія

1975 Єрусалим, Ізраїль

1973 Амстердам, Нідерланди

1971 Мехіко, Мексика

1969 Лондон, Англія

1967 Лос-Анджелес, США.

1965 Базель, Швейцарія

1963 Копенгаген, Данія

1960 Відень, Австрія

## Нагороди
Міжнародна асоціація з попередження самогубств (МАПС) забезпечує нагороди [Архівовано 26 вересня 2013 у Wayback Machine.] для тих, хто зробив внесок істотно до розвиток цілей Асоціації. Нагороди представлені на два роки конференції IASP.
Stengel Research Award було передбачено з 1977 року й назване на честь покійного професора Ервіна Штенгеля, одного із засновників Міжнародної асоціації по запобіганню самогубств (МАПС). Ця нагорода за видатні дослідження у області суїцидології, та кандидатурами можуть бути обрані будь-якого з членів МАПС.
Ringel Service Award була заснована у 1995 році й шанує покійного професора Ервіна Рінгеля, фундатора і президента Асоціації. Ця нагорода за видатні заслуги в області суїцидології, і кандидатурами можуть бути обрані національними представниками МАПС.
Farberow Award була введена в 1997 році в знак визнання професора Нормана Farberow, одного із засновників й рушійної сили МАПС. Ця нагорода для людини, що внесла значний внесок в області роботи з постраждалими від самогубства, а також кандидатури можуть бути обрані будь-яким членом МАПС.
De Leo Fund Award вшановує пам'ять Нiкoлa й Вітторіо, улюблених дітей професора Дієго де Лео, МАПС колишнього президента. Премія пропонується найвидатнішим науковцям в знак визнання їх визначних досліджень суїцидальної поведінки, проведених в країнах, що розвиваються. 

## Журнал
Журнал Асоціації, Криза - Журнал кризового втручання і запобігання самогубств, видається з 1980 року.